# Duits kampioenschap dammen
Het Duits kampioenschap dammen wordt georganiseerd door de Duitse dambond.

## Kampioenen
| Seizoen | Goud              | Zilver                     | Brons                                                    |
| ------- | ----------------- | -------------------------- | -------------------------------------------------------- |
| 2004    | Mark Podolski     | Raphael Zdoroviak          | Jan Zioltkovski                                          |
| 2005    | Mark Podolski     | Renat Melamed              | Raphael Zdoroviak                                        |
| 2006    | Paul Nitsch       | Vitaly Stumpf              | Igor Elvov                                               |
| 2007    | Mark Podolski     | Vadim Virny en Paul Nitsch | Vadim Virny en Paul Nitsch                               |
| 2008    | Vadim Virny       | Raphael Zdoroviak          | Igor Elvov                                               |
| 2009    | Vadim Virny       | Raphael Zdoroviak          | Jan Zioltkovski en Boris Kirzner                         |
| 2010    | Vadim Virny       | Jakob Friesen              | Alexander Bleicher, Jan Zioltkovski en Raphael Zdoroviak |
| 2011    | Vadim Virny       | Igor Elvov                 | Juri Geisenblas en Raphael Zdoroviak                     |
| 2012    | Vadim Virny       | Igor Chartoriyski          | Juri Geisenblas en Raphael Zdoroviak                     |
| 2013    | Vadim Virny       | Vitaly Stumpf              | Juri Geisenblas en Igor Chartoriyski                     |
| 2014    | Vadim Virny       | Juri Geisenblas            | Igor Chartoriyski                                        |
| 2015    | Vadim Virny       | Igor Chartoriyski          | Juri Geisenblas                                          |
| 2016    | Igor Chartoriyski | Armand Sylvian Abouem      | Raphael Zdoroviak                                        |